# Taiwo Akinkunmi
Michael Taiwo Akinkunmi (* 10. Mai 1936 in Abeokuta; † 29. August 2023 in Ibadan) war ein nigerianischer Staatsbeamter. Bekannt geworden ist er durch seinen Entwurf der heutigen Flagge Nigerias. In Nigeria wird er deswegen auch Mr. Flag Man (zu deutsch: ‚Herr Flaggen-Mann‘) genannt.

## Leben
Akinkunmi wurde in Ibadan geboren und gehörte dem Volk der Yoruba an. Bis zu seinem 8. Lebensjahr lebte er bei seinem Vater, danach zog er in den Norden Nigerias, wo er auch zur Schule ging. Nachdem sein Vater in Pension gegangen war, ging er zurück nach Ibadan und ließ sich in der Baptist Day School einschreiben, welche er 1949 abschloss. 1950 ging er in die Ibadan Grammar School (IGS), wo er einen sehr guten Abschluss erreichen konnte.
1955 verließ er die IGS und arbeitete als Landwirtschaftsexperte in einem Sekretariat in Ibadan als Staatsbeamter. Dort arbeitete er ein paar Jahre, bevor er Elektrotechnik am Norwood Technical College in London studierte. Während dieses Studiums entwarf er die heutige Flagge Nigerias. 1963 kehrte er in seine Heimat zurück und arbeitete fortan wieder als Landwirtschaftsexperte in Ibadan. 1994 ging er schließlich in den Ruhestand.
Er verstarb im August 2023 nach kurzer Krankheit im Alter von 87 Jahren.

## Entwurf der Flagge
Akinkunmi entwarf die Flagge Nigerias erstmals in London. Die Idee dazu kam ihm während eines Fluges über seinem grünen Heimatland, von dem er beeindruckt war. Bei einem Wettbewerb, in dem 2.870 Vorschläge eingingen, ging seine Flagge als erster Platz hervor. Für den Entwurf erhielt er eine Prämie von 100 Pfund. Auf den Wettbewerb wurde Akinkunmi in einer Bücherei aufmerksam. Ursprünglich enthielt die von ihm entworfene Flagge eine rote Sonne in der Mitte, diese wurde jedoch vom Auswahlkomitee entfernt.
| Akinkunmis Originalentwurf |
| -------------------------- |
|                            |

| Verwendete Flagge |
| ----------------- |
|                   |

## Persönliches
Akinkunmi war verheiratet und hatte Kinder, er trug stets die Farben der Flagge, die er entworfen hat. Außerdem hat er sein Haus grün-weiß angestrichen.